# クレマン・シボニー
クレマン・シボニー（Clément Sibony、1976年11月30日 - ）は、フランス、パリ生まれの俳優。

## 主な出演作品
- 1995：『フレンチ・キッス』French Kiss
- 1996：『恋人たちのポートレート』Portraits chinois
- 1998：Sentimental Education (原作「感情教育」)
- 2000：L'Envol (スタン役)
- 2000：『赤ずきんの森』Promenons-nous dans les bois (マチュー役)
- 2001：Promenons-nous dans les bois (DVDスルー『プセの冒険 真紅の魔法靴』)
- 2002：『愛してる、愛してない...』À la folie... pas du tout (ダヴィッド役)
- 2005：『恋は足手まとい』Un fil à la patte (アントニオ役)
- 2006：『アヴリルの恋』Avril (ダヴィッド役)
- 2008：Villa Jasmin (テレビ映画) TV5MONDE放映題「ヴィラ・ジャスミン」
- 2009：La Commanderie (8回のテレビ・ミニシリーズ) TV5MONDE放映題『騎士団の館』
- 2010：『ツーリスト』The Tourist
- 2011：Voir la mer (クレマン役) TV5MONDE放映題『海を見に行こう』
- 2013：Shanghai blues, nouveau monde (レミ役) TV5MONDE放映題「シャンハイ・ブルース」
- 2014：『マダム・マロリーと魔法のスパイス』The Hundred-Foot Journey (ジャン＝ピエール役)
- 2015：『ザ・ウォーク』The Walk (ジャン＝ルイ役)